# Efferia singularis
Efferia singularis är en tvåvingeart som först beskrevs av Macquart 1838.  Efferia singularis ingår i släktet Efferia och familjen rovflugor. Inga underarter finns listade i Catalogue of Life.